# Neftjanik Almetjewsk
Neftjanik Almetjewsk (russisch Нефтяник Альметьевск) ist ein 1965 gegründeter Eishockeyklub der russischen Stadt Almetjewsk. Die Mannschaft spielt in der zweitklassigen Wysschaja Hockey-Liga.

## Geschichte

Neftjanik

Der Verein wurde 1965 als Sputnik Almetjewsk gegründet. Bis 1980 spielte das Team, das 1986 in Neftjanik Almetjewsk umbenannt wurde, in den unterklassigen sowjetischen Ligen. In der Saison 1991/92 gelang der Aufstieg in die zweitklassige Wysschaja Liga, in der die Mannschaft zweimal 1994 und 2000 den Meistertitel gewann. Beide Male verzichtete sie auf den Aufstieg. Bis 2010 spielte sie weiter in der Wysschaja Liga, bevor sie 2010 in die Nachfolgeliga Wysschaja Hockey-Liga aufgenommen wurde.
2016 gewann Neftjanik die Meisterschaftstrophäe der Wysschaja Hockey-Liga, den Bratina-Pokal.

## Bekannte ehemalige Spieler
- Stanislaw Galimow (2006–2008)
- Maxim Majorow (2007)
- Aleksejs Širokovs (2016–2017)